# Мова птахів (поема)
Мова птахів (لسان الطير Лісон ут-Тайр) — алегорична поема Алішера Навої, написана ним в кінці XV століття (1499). В основі поеми лежить перський твір «Бесіда птахів Аттара».
Мова птахів у суфізмі, -- це містична божественна мова. «Розмова птахів» (інші переклади «Мова птахів», «Логіка птахів», «Бесіда птахів»), епічна філософська поема перського суфійського мислителя Аттара, що складається з більш ніж 4500 рядків.
У Єрусалимському Талмуді, мудрість Соломона пояснено тим, що Бог наділив його даром розуміти мову птахів.
Ієрогліфічна мова єгиптян називається «алфавіт птахів», зі староєгипетського (MDW-ntjr) («слова богів» або «божественна мова»).

## Зміст
Птах Одуд прилітає в пташину зграю і розповідає про Сімурга — безмежного «володаря пернатих», який одночасно і далекий і близький. Він ближче власної душі і розлучення з ним означає смерть, однак наблизитися до нього без зусиль і страждань неможливо. Одного разу Сімург зронив перо, пролітаючи над Китаєм. З тих пір Китай став благословенним краєм. Попутно він оповідає про гурій, що дарують блаженство в раю, і Хизира, що допомагає людям на Землі. Розповідь Одуда мотивує птахів на пошуки Симурга. Серед співрозмовників Одуда — Папуга з Індостану, Павич, Соловей, Горлиця, Куропатка, Фазан, Турачей, Сокіл і Кречет. Одним з небагатьох, хто приручив Симурга був Олександр Македонський.
Шлях до Сімург лежить через 7 долин (ваді):
1. Долина шукань
2. Долина Любові. Тут Навої уподібнює дервіша метелику, що згорає в полум'ї свічки.
3. Долина Пізнання. Тут Навої викладає притчу про сліпців і слона.
4. Долина Байдужості. Тут Навої відзначає цінність незворушності. У притчі життя уподібнюється шаховій грі.
5. Долина Єднання. Тут Навої згадує про шейха Мансурі, який стверджував свою єдність з Богом.
6. Долина сум'яття
7. Долина відчуженості. Тут Навої згадує про ходже Накшбанді.

З незліченного воїнства птахів до Країни Вічності в розпачі добираються лише 30. Там в воді вони бачать свої відображення і усвідомлюють, що вони і є Сімург.